# Cirque du Petit Marchet
Le cirque du Petit Marchet est un cirque naturel de France situé en Savoie, dans le massif de la Vanoise.

## Géographie
Il se trouve au-dessus de Pralognan-la-Vanoise au nord, entre le cirque du Grand Marchet au nord-est et le lac de la Valette au sud-ouest, en bordure du parc national de la Vanoise. Situé à 2 400 mètres d'altitude, il est dominé par le Petit Marchet (2 565 m) au nord et le roc du Tambour (2 536 m) au sud-ouest ; le dôme des Sonnailles (3 361 m) est situé un peu plus loin au sud-est, entourée par les glaciers de la Vanoise. L'une des langues de glace de ce champ de glace est à l'origine du creusement du cirque qui était autrefois occupé par un lac.
Le fond du cirque constitue une cuvette qui reçoit les eaux de ruissellement et de fonte d'une petite partie des glaciers de la Vanoise. Des pertes permettent d'évacuer ces eaux, très certainement en direction du Doron de Chavière qui s'écoule en aval, torrent affluent du Rhône via le Doron de Pralognan, le Doron de Bozel et l'Isère. Il est traversé par un sentier de randonnée dans sa partie aval et qui fait partie du tour des Glaciers de la Vanoise ; un autre sentier relie sa partie aval au col du Petit Marchet au nord en passant sur l'adret du Petit Marchet.

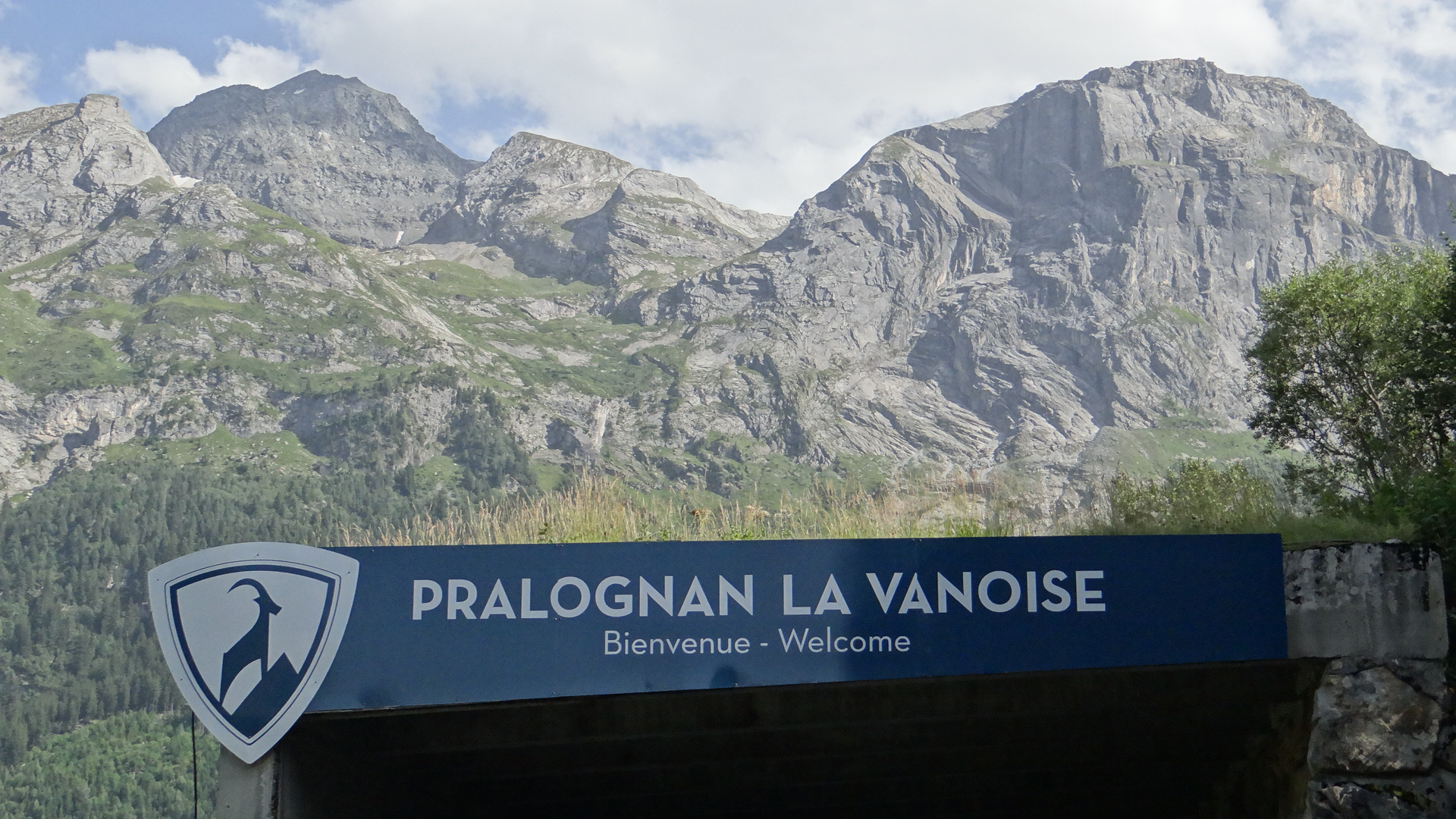
Vue depuis Pralognan-la-Vanoise au nord du Petit Marchet sur le bord gauche, du dôme des Sonnailles à gauche et du roc du Tambour au centre avec à leurs pieds le cirque du Petit Marchet ; le roc de la Valette est sur la droite.